# فندق ياس مارينا
فندق ياس أبو ظبي أو فندق ياس مارينا بني ضمن مضمار سباقات الفورمولا 1 في حلبة مرسى ياس المعروفة كواحدة من أيقونات أبو ظبي بتصميمها المستقبلي.

## التصميم
يقع فندق ياس أبو ظبي ضمن حلبة مرسى ياس بمدينة أبو ظبي تصميم المهندس هاني رشيد وزوجته ليز-آن كوتور المالكين لشركة Asymptote Architecture [الإنجليزية] مقرها في نيويورك.
الفندق عبارة عن برجين يفصل بينهما جسر زجاجي مغطى بهيكل حديدي يمر فوق حلبة السباق.

## البناء والافتتاح
الفندق عبارة عن 499 غرفة ممتدة على مساحة 85.000 متر مربع بني من طرف مجموعة الفطيم وكاريون لمجموعة الدار العقارية. بدأت أشغال البناء سنة 2007 وتم الافتتاح في 1 نونبر 2009 كي يواكب بطولة جائزة أبو ظبي الكبرى أو سباق جائزة الاتحاد للطيران الكبرى في أبو ظبي.

## وصلات خارجية
- الموقع الرسمي للفندق
- الموقع الرسمي للجزيرة